# Флаг муниципального образования «Шабурское»
Флаг муниципального образования сельского поселения «Шабурское» Заиграевского района Республики Бурятия Российской Федерации — опознавательно-правовой знак, служащий официальным символом муниципального образования.
Флаг утверждён 24 сентября 2012 года решением Совета депутатов муниципального образования сельского поселения «Шабурское» № 4 и 16 октября 2012 года внесён в Государственный геральдический регистр Российской Федерации с присвоением регистрационного номера 7926.

## Описание
«Прямоугольное двухстороннее полотнище с отношением ширины к длине 2:3, составленное из двух равных горизонтальных полос жёлтого и голубого цвета. В середине жёлтой полосы три вписанные по высоте и соприкасающиеся внизу зелёные острия в виде еловых крон, а на голубой полосе — таковые же острия, но опрокинутые и серебряные».

## Обоснование символики
Муниципальное образование сельского поселения «Шабурское» расположено в таёжной зоне Заиграевского района Бурятии, на лесистых склонах отрогов Цаган-Дабана. Климат здесь резко континентальный, с большими годовыми и суточными колебаниями температур воздуха, с неравномерным распределением атмосферных осадков по сезонам года, с продолжительной холодной и малоснежной зимой и коротким, порою жарким летом. Промышленное производство в поселении представлено лесозаготовкой и лесопереработкой.
Цветовое решение флага (жёлтый и голубой цвет) — отражает климатические условия жизни жителей района, при этом жёлтый цвет символизирует жаркое лето, а голубой — холодную зиму.
Зелёные ели — символ производственного потенциала, связанного с лесозаготовкой и лесопереработкой.
Отражение елей в голубой части полотнища символически можно сравнить с отражением тайги в протекающей по территории поселения реке Шабар и её притоках.
На флаге, в расположении зелёных елей, легко угадывается литера «Ш», указывающая на начальную букву в название поселения и его единственного населённого пункта села Шабур.
Жёлтый цвет (золото) — символ высшей ценности, величия, богатства, урожая.
Голубой цвет (лазурь) — символ возвышенных устремлений, искренности, преданности, возрождения.
Зелёный цвет символизирует весну, здоровье, природу, молодость и надежду.
Белый цвет (серебро) — символ чистоты, открытости, божественной мудрости, примирения.